# منتجع

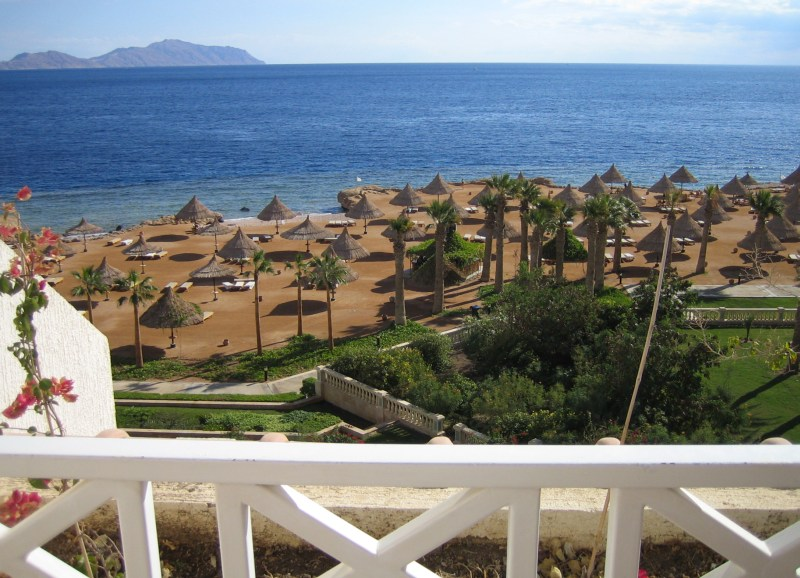
منتجع في شرم الشيخ

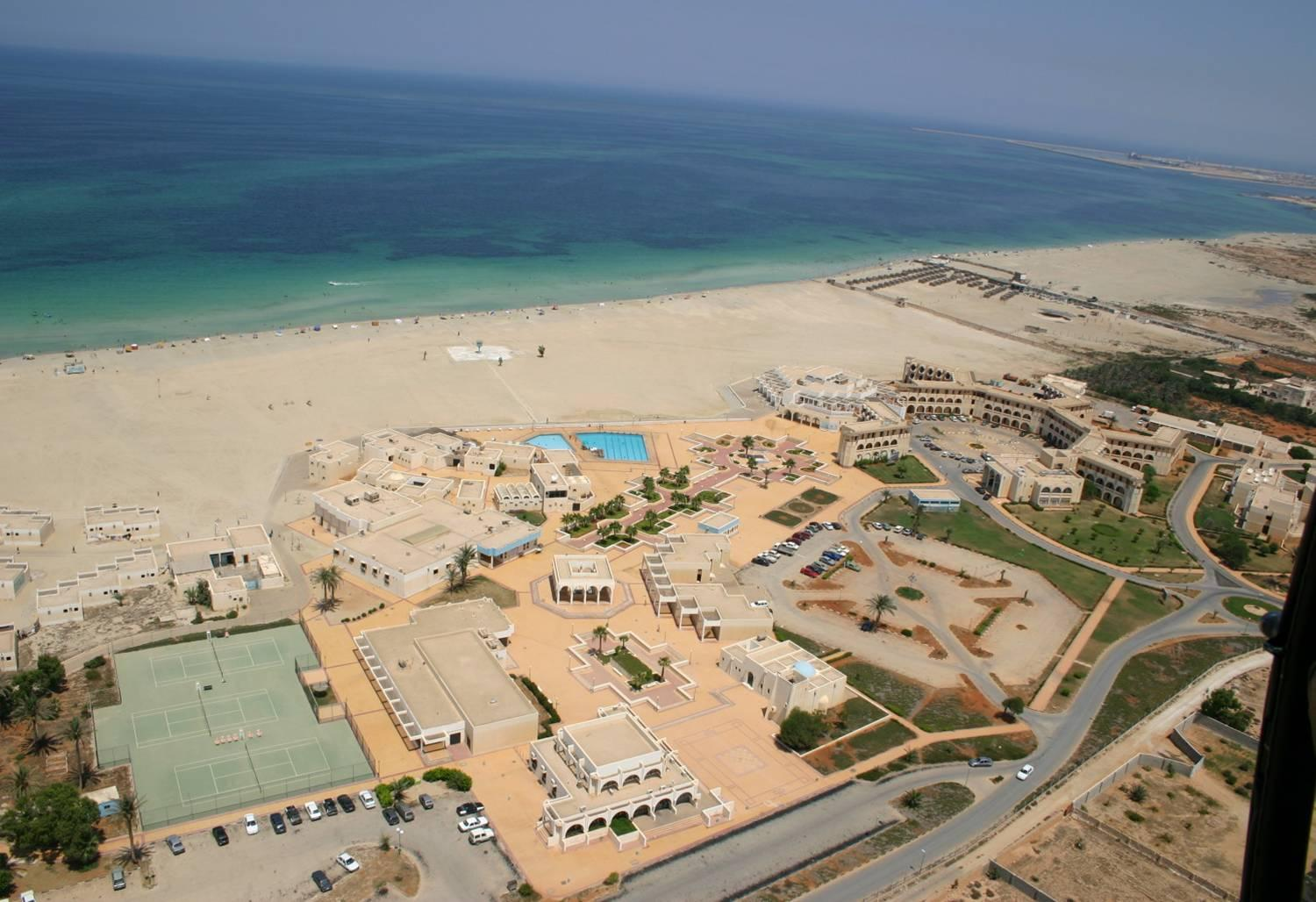
قرية سياحية بمدينة قاريونس

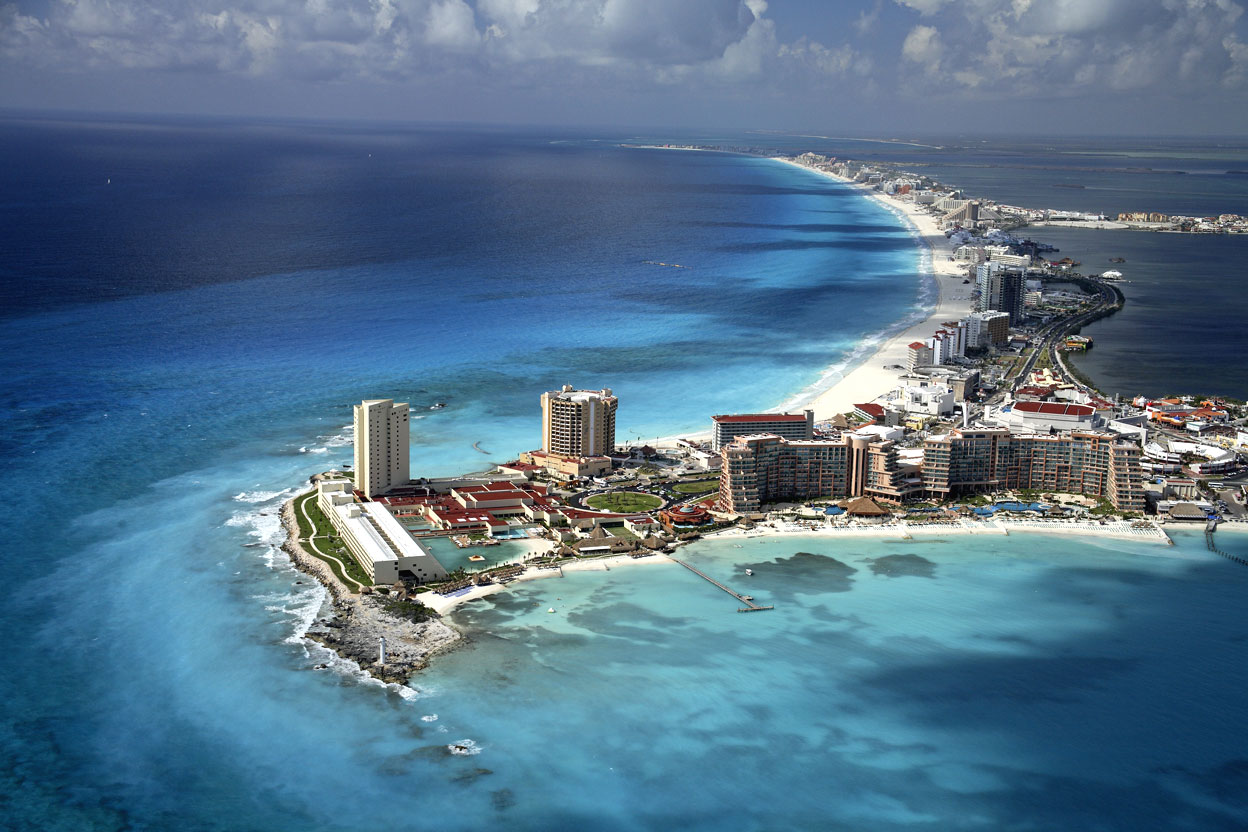
منتجع بكانكون

المنتجع أو القرية السياحية هو مكان مستخدم للاسترخاء والراحة أو الترفيه، وجذب الزوار في العطلات. وتقوم المنتجعات بتقديم جميع مايحتاجه النزلاء فيه مثل:- الطعام، والشراب، والسكن، والرياضة، والترفيه، والتسوق. ويوجد عدد من المدن تكون فيها المنتجعات السياحية أهم أنشتطها الاقتصادية مثل شرم الشيخ. وتسهم المنتجعات بشكل متزايد في جذب السياح والزوار إليها، لذلك تهتم بعض الدول بإنشائها لتكون أحد أهم مقومات السياحة فيها مثل :- مصر، ودول الكاريبي، ودول جنوب شرق آسيا. وعُرِفت المنتجعات منذ عهد الرومان، حيث اكتشف منتجع في مدينة إيطالية أنشئت منذ 2000 عام مضت. وبالتالي فالمنتجعات ليست فكرة حديثة.

## أنواع المنتجعات
- المنتجعات الساحلية
- منتجعات الفنادق.
- منتجعات الغولف.
- منتجعات الفاخرة.
- منتجعات الجاكوزي.
- منتجعات التزلج.
- المنتجعات الجبلية
- المنتجعات الريفية
- المنتجعات العلاجية
- المنتجعات الصحية

## أنواع المنتجعات حسب موسم النشاط
- المنتجعات الصيفية
- المنتجعات الشتوية
- المنتجعات دائمة النشاط

### التصميم
يتم تصميم المنتجعات السياحية لتلبي رغبات نزلائها من الترفيه والتسلية لذا يتم اختيار مواقع مثل هذا النوع من المنتجعات قريبا من مراكز الانشطة الترفيهية.